# De'Anthony Thomas
De'Anthony Thomas (Los Angeles, 5 gennaio 1993) è un giocatore di football americano statunitense che gioca nel ruolo di running back per i British Columbia Lions della Canadian Football League (CFL). Fu scelto nel corso del quarto giro (124º assoluto) del Draft NFL 2014. Al college ha giocato a football all'Università dell'Oregon.

## Carriera

### Kansas City Chiefs
Thomas fu scelto nel corso del quarto giro del Draft 2014 dai Kansas City Chiefs. Il primo touchdown in carriera lo segnò nella settimana 5 contro i San Francisco 49ers dopo una corsa da 17 yard. A fine anno fu inserito nella formazione ideale dei rookie dalla Pro Football Writers Association come punt returner dopo avere guidato la NFL per yard guadagnate su ritorno di punt.

### Baltimore Ravens
Il 5 novembre 2019 firmò con i Baltimore Ravens. Nella stagione 2020 decise di non scendere in campo a causa della pandemia di COVID-19.

## Palmarès
- PFWA All-Rookie Team - 2014

## Statistiche
| Partite totali      | 12  |
| Partite da titolare | 3   |
| Yard corse          | 113 |
| Touchdown su corsa  | 1   |

Statistiche aggiornate alla stagione 2014